# آلدر (کلرادو)
آلدر، کلرادو (به انگلیسی: Alder, Colorado) یک منطقهٔ مسکونی در ایالات متحده آمریکا است که در کلرادو واقع شده‌است.

## خصوصیات
آلدر ۲٬۶۰۴ متر بالاتر از سطح دریا واقع شده‌است.